# Bombardament

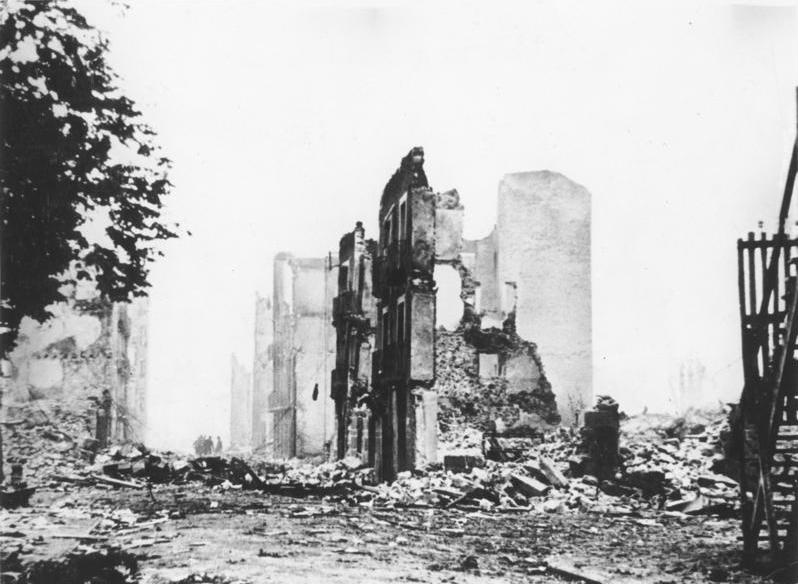
Guernica după bombardament.

Bombardamentul sau bombardarea este o operație militară constând în lansarea de bombe, rachete sau proiectile, efectuată de aviație sau artilerie. Scopul bombardamentelor constă, de obicei, în distrugerea resurselor sau liniilor de apărare ale adversarului. Totuși, în unele cazuri bombardamentele erau efectuate cu scopul psihologic, cum ar fi cazul orașului japonez Hiroshima. 